# Carmen saeculare
Das Carmen saeculare (lateinisch für „Jahrhundertlied“, „Gesang der Zeitalter“) ist ein Hymnus im sapphischen Versmaß, der von dem römischen Dichter Horaz geschrieben wurde. Er war im Jahr 17 v. Chr. vom römischen Kaiser Augustus in Auftrag gegeben worden. Der Hymnus wurde von einem Chor von 27 jungen Mädchen und ebenso vielen jungen Männern anlässlich der Ludi Saeculares (Säkularfeierlichkeiten) gesungen, die das Ende des einen saeculum (das typischerweise 110 Jahre gedauert hatte) und den Anfang des nächsten feierte. Der mythologische und religiöse Hymnus ist in der Form eines Gebets gestaltet, das an Apollo und Diana gerichtet ist; er hebt insbesondere Apollo hervor, der als Stellvertreter und Patron des Kaisers fungiert und für den kürzlich ein neuer Tempel auf dem Palatin geweiht worden war. Dort ist eine Marmorinschrift erhalten, die die Zeremonie und Horaz’ Anteil daran festhält.
Das „Carmen Saeculare“ ist das früheste vollständig erhaltene Gedicht, für das es verlässliche Informationen über die Umstände seiner öffentlichen Aufführung gibt.
Im Englischen taucht die Bezeichnung secular hymn neuerdings auch in der Popularmusik auf, wobei secular die mittelalterlich-christliche Bedeutung „weltlich“ und hymn die Bedeutung „Kirchenlied“ hat.

## Weitere Links
- Der Text des Carmen Saeculare in lateinischer Sprache
- Der Text des Carmen Saeculare in lateinischer Sprache in der Latin Library
- Kommentar zum lateinischen Text von Paul Shorey
- Tonaufnahme von LibriVox des Carmen Saeculare in lateinischer Sprache
- Carmina Horatiana Carmen Saeculare in lateinischer Rezitation durch Thomas Bervoets
- Englische Übersetzung des Carmen Saeculare